# Montilliez
Montilliez ([mõˈtij(ə)], toponimo francese) è un comune svizzero di 1 694 abitanti del Canton Vaud, nel distretto del Gros-de-Vaud.

## Storia
Il comune di Montilliez è stato istituito nel 2011 con la fusione dei comuni soppressi di Dommartin, Naz, Poliez-le-Grand e Sugnens; capoluogo comunale è Poliez-le-Grand.

## Geografia antropica

### Frazioni
- Dommartin[2]
- Naz[3]
- Poliez-le-Grand[4]
- Sugnens[5]
  - Monteilly
  - Pré Morex

## Infrastrutture e trasporti

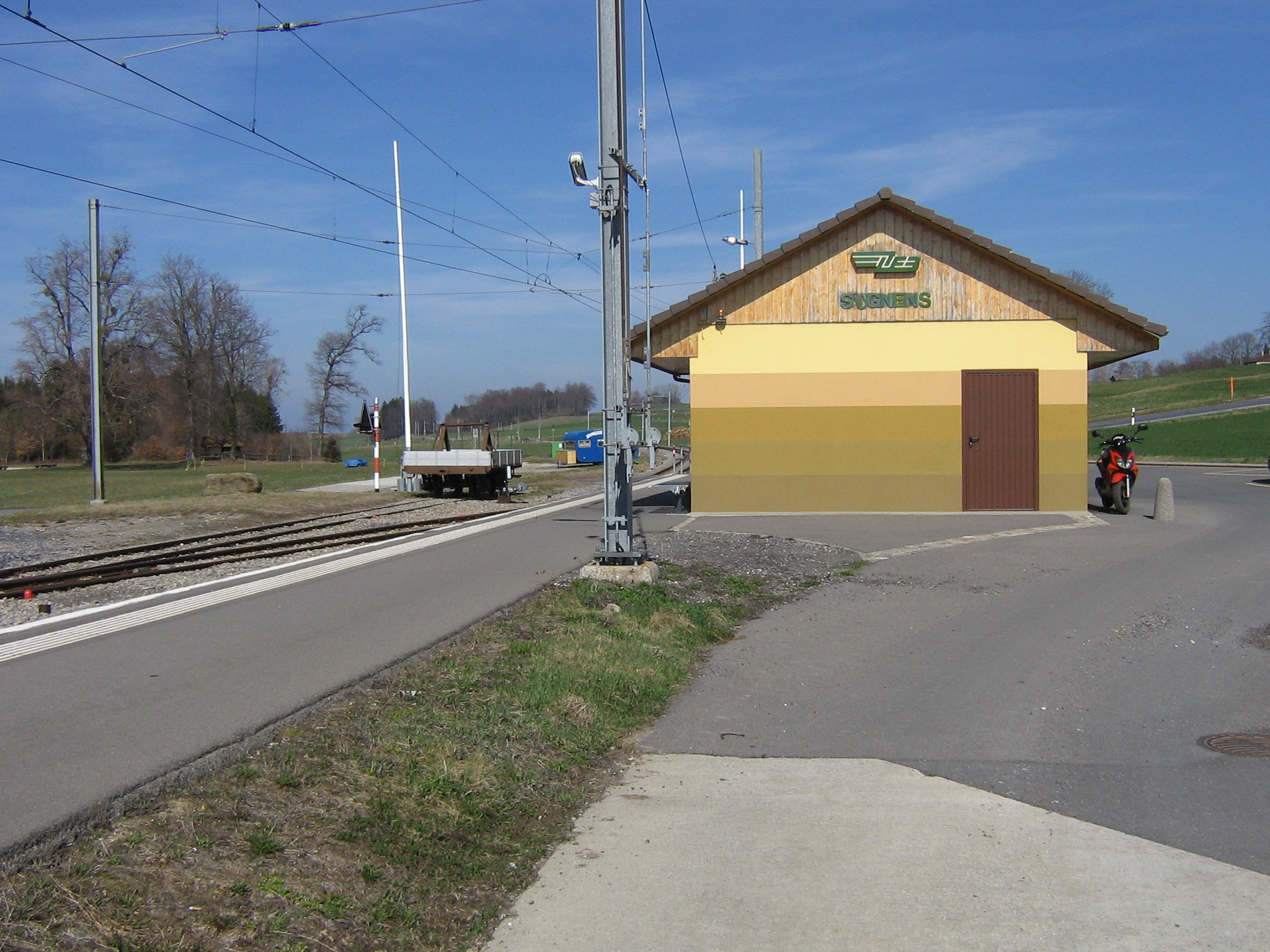
La stazione di Sugnens

Montilliez è servito dalla stazione di Sugnens, sulla ferrovia Losanna-Echallens-Bercher.